# Juan Oliva Bridgman
Juan Oliva Bridgman (Barcelona, 1879-Barcelona, c. 1914) fue un escritor y periodista español.

## Biografía
Nació en 1879. Natural de Barcelona, era redactor de periódicos de su ciudad a comienzos del siglo XX. Fue colaborador de publicaciones periódicas como Madrid Cómico y Pluma y Lápiz (1903), además de autor de Jovenesa (poesías, Barcelona, 1906). Falleció en Barcelona hacia finales de 1914; a comienzos de 1915 se daba parte de su muerte en el Diario de la Marina de La Habana.